# Saint-Erme Communal Cemetery Extension
Le Saint-Erme Communal Cemetery Extension est un cimetière militaire de la Première Guerre mondiale, situé sur le territoire de la commune de Saint-Erme-Outre-et-Ramecourt, dans le département de l'Aisne, à l'est de Laon.

## Localisation
Ce cimetière jouxte le cimetière communal au nord-est du village de Saint-Erme. Pour y accéder, il faut pénétrer à l'intérieur dudit cimetière.

## Histoire

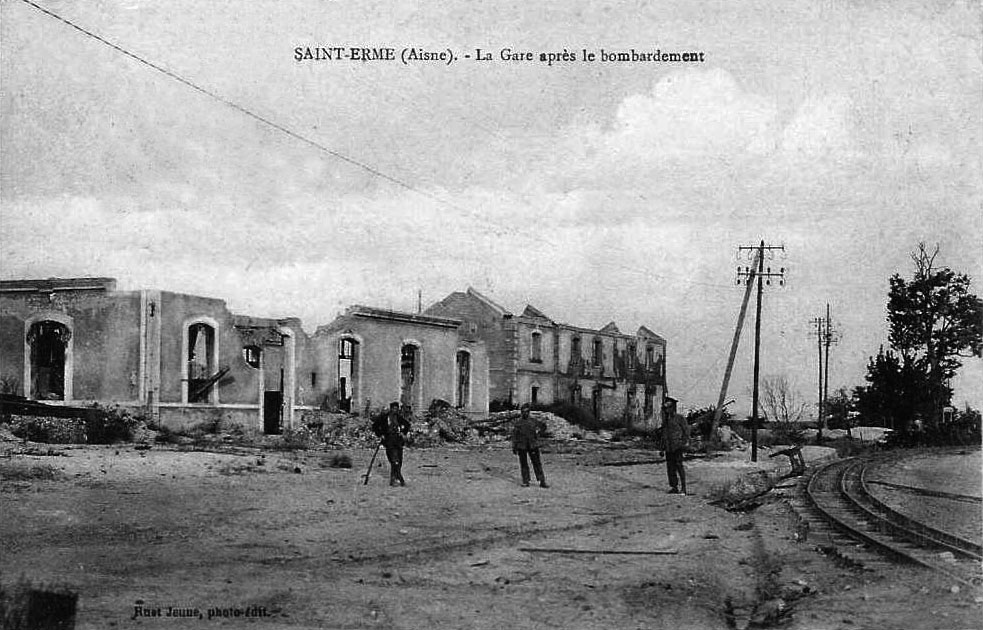
Ruines de la gare de Saint-Erme à l'issue de la guerre 14-18.

Le secteur de Saint-Erme-Outre-et-Ramecourt a été aux mains des Allemands pendant presque toute la guerre de 1914-1918 et ne fut libéré qu'en octobre 1918.
C'est après l'armitice que ce cimetière a été créé par le regroupement de tombes de soldats britanniques unhumés par les Allemands dans leurs cimetières. La plupart sont décédés de leurs blessures en 1918 après avoir été recueillis par les Allemands, notamment 18 victimes le 24 juillet 1918 lors de la contre-offensive alliée.
Au cours de la Seconde Guerre mondiale, les corps de huit aviateurs (6 Britanniques et 2 Canadiens) seront inhumés dans ce cimetière après que leur avion ait été abattu le 16 avril 1943.
Ce cimetière comporte 76 sépultures du Commonwealth de la guerre 1914-18, dont 7 non identifiées et 8 de la guerre 1939-1945
.

## Caractéristiques
Ce cimetière a un plan rectangulaire très allongé aux angles arrondis de 45 m sur 12.

Il est entouré d'un muret de moellons.

## Sépultures
| Pays        | Sépultures |
| ----------- | ---------- |
| Royaume-Uni | 84         |

## Galerie

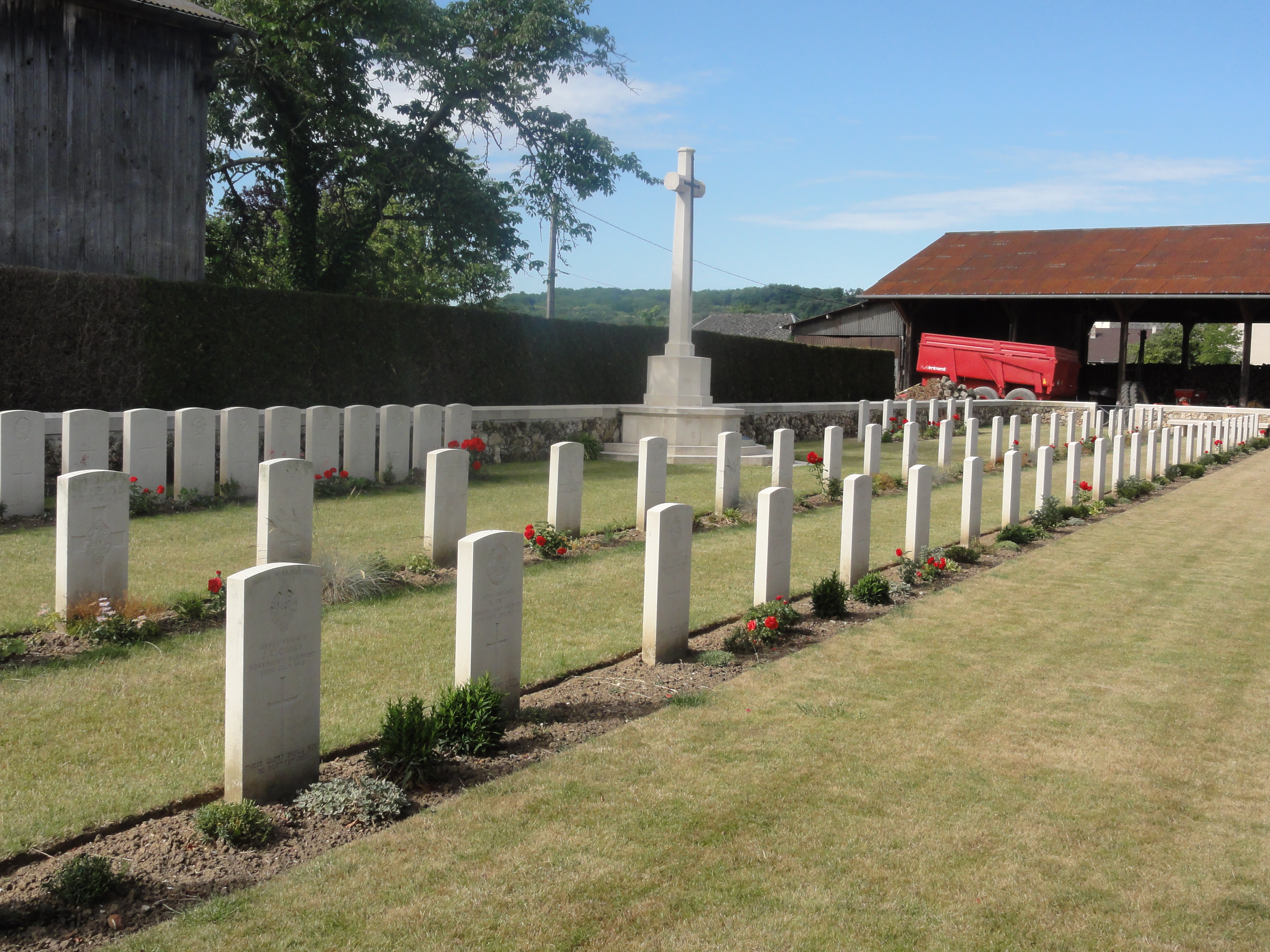
Vue sur des sépultures.
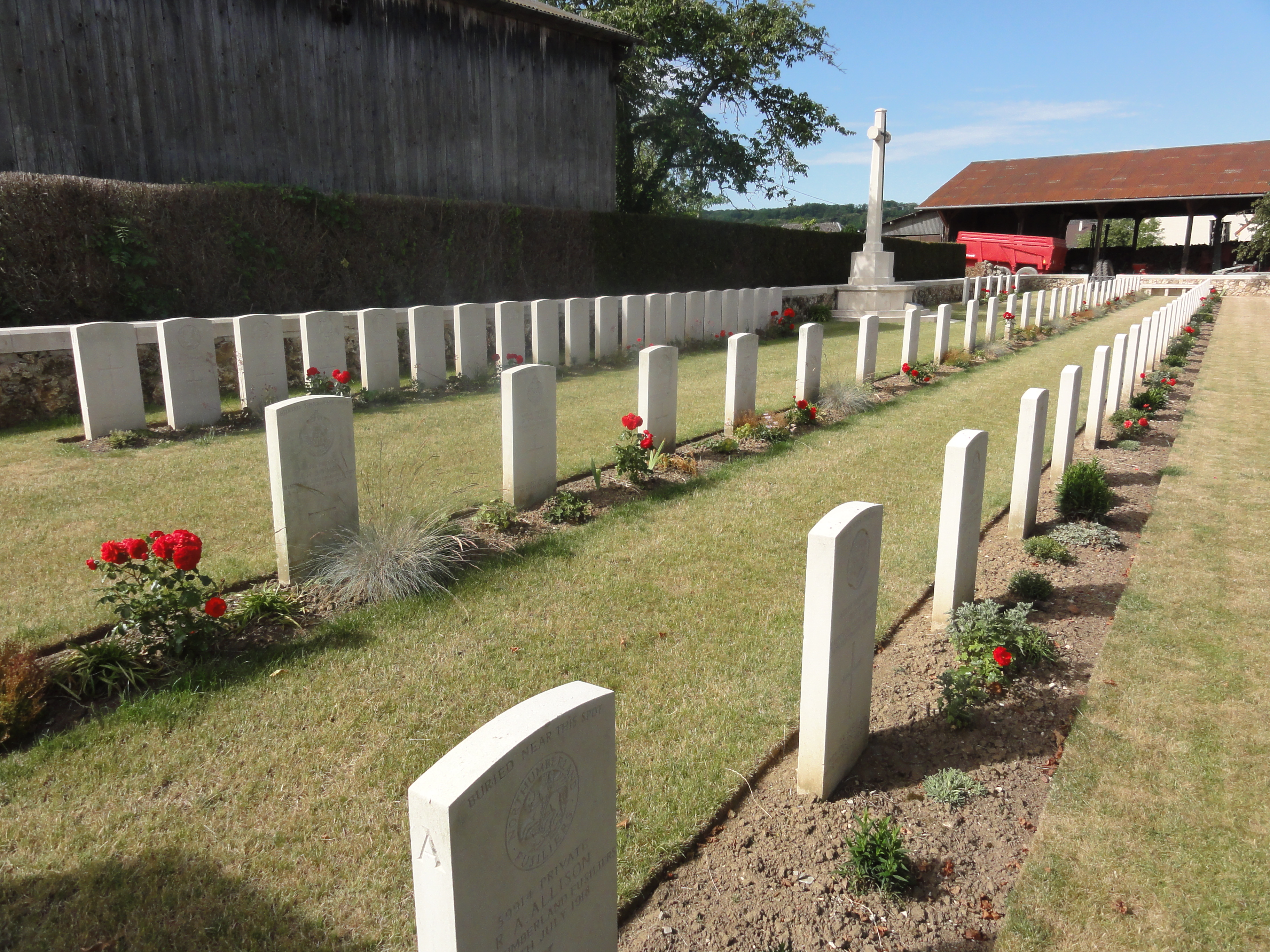
Vue sur des sépultures.